# Don't Fix Me
Don't Fix Me è un singolo del gruppo musicale finlandese Blind Channel, pubblicato il 9 giugno 2022 come quinto estratto dal quarto album in studio Lifestyles of the Sick & Dangerous.

## Descrizione
Si tratta della seconda traccia del disco e secondo quanto spiegato dal cantante Joel Hokka era stato preso in considerazione per la loro partecipazione all'Uuden Musiikin Kilpailu 2020. Con l'avvento della pandemia di COVID-19, il sestetto ha avuto occasione di lavorare nuovamente alla struttura musicale del brano, rendendola più punk rispetto alla versione originaria.

## Video musicale
Il video, diretto da Joona Mäki, è stato reso disponibile in concomitanza con il lancio del singolo attraverso il canale YouTube del gruppo ed è un collage di filmati tratti dalla tournée statunitense con i From Ashes to New e quella europea con gli Electric Callboy.

## Tracce
1. Don't Fix Me – 2:53